# Ellen Frankfort
Ellen Frankfort, född 1936, död 20 maj 1987 i Sag Harbor, Long Island, var en amerikansk journalist och författare.
Frankfort var aktiv i frågan om kvinnans rätt att bestämma över sin kropp, vilket präglade den hälsospalt som hon 1968–1973 skrev i The Village Voice. Hon skrev även boken Vaginal Politics (1972), vilken fick stor betydelse för den kvinnliga hälsorörelsen. Hon deltog i grundandet av New York-avdelningen av Feminist Writers' Guild. Avdelningen startade The Feminist Review, ett litterärt supplement (senare utgivet av tidskriften Off Our Backs) i vilket hon publicerade artiklar. Hon skrev även artiklar för den feministiska tidskriften Ms. och The Washington Post.  Av hennes övriga böcker kan nämnas The Classrooms of Miss Ellen Frankfort: Confessions of a Private School Teacher (1970), Rosie: An Investigation of a Wrongful Death (om fallet med Rosie Jimenez, en kvinna som avled till följd av illegal abort, 1979) och Kathy Boudin and the Dance of Death (om Kathy Boudin, 1983).